# Atletism la Jocurile Olimpice de vară din 1984 - 800 m (feminin)

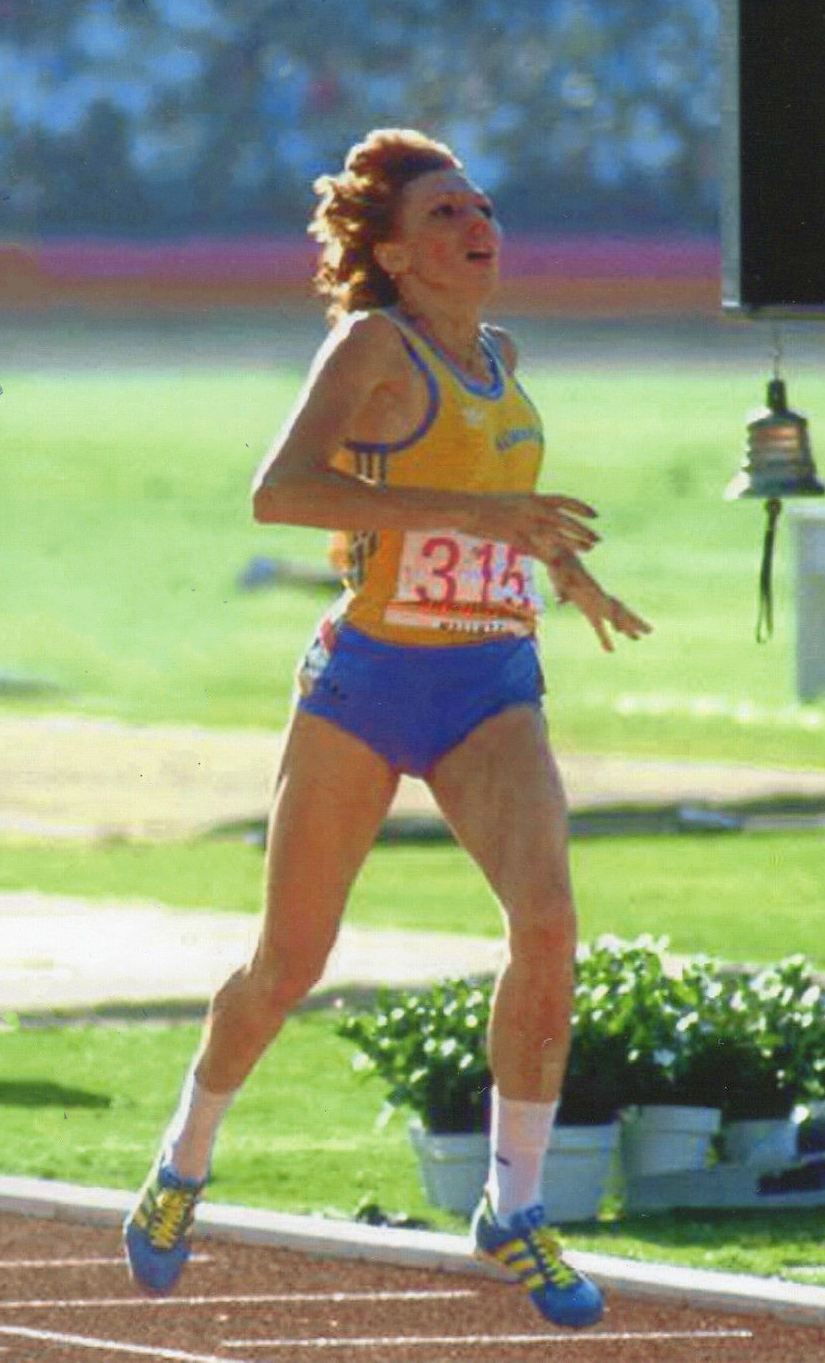
Doina Melinte a câștigat medalia de aur

Proba de 800 de metri feminin de la Jocurile Olimpice de vară din 1984 a avut loc în perioada 3-6 august 1984 pe Los Angeles Memorial Coliseum.

## Recorduri
Înaintea acestei competiții, recordurile mondiale și olimpice erau următoarele:
| Record  | Atletă                      | Timp    | Loc                        | Data          |
| ------- | --------------------------- | ------- | -------------------------- | ------------- |
| Mondial | Jarmila Kratochvílová (TCH) | 1:53,28 | München, Germania          | 26 iulie 1983 |
| Olimpic | Nadia Olizarenko (URS)      | 1:53,43 | Moscova, Uniunea Sovietică | 27 iulie 1990 |

## Rezultate

### Calificări
S-au calificat în semifinală primele trei atlete din fiecare serie și următoarele atlete cu cei mai buni patru timpi. 

#### Seria 1
| Loc | Atletă            | Țară                       | Timp    |
| --- | ----------------- | -------------------------- | ------- |
| 1   | Margrit Klinger   | Germania de Vest           | 2:03,66 |
| 2   | Ruth Wysocki      | Statele Unite ale Americii | 2:04,05 |
| 3   | Jill McCabe       | Suedia                     | 2:04,16 |
| 4   | Ranza Clark       | Canada                     | 2:04,67 |
| 5   | Céléstine N'Drin  | Coasta de Fildeș           | 2:06,06 |
| 6   | Christine Bakombo | Zair                       | 2:18,79 |

#### Seria 2
| Loc | Atletă          | Țară                       | Timp    |
| --- | --------------- | -------------------------- | ------- |
| 1   | Fița Lovin      | România                    | 2:01,51 |
| 2   | Robin Campbell  | Statele Unite ale Americii | 2:01,72 |
| 3   | Lorraine Baker  | Marea Britanie             | 2:01,73 |
| 4   | Angelita Lind   | Puerto Rico                | 2:01,84 |
| 5   | Selina Chirchir | Kenya                      | 2:07,17 |
| 6   | Grace Bakari    | Ghana                      | 2:14,50 |

#### Seria 3
| Loc | Atletă           | Țară      | Timp    |
| --- | ---------------- | --------- | ------- |
| 1   | Doina Melinte    | România   | 2:02,77 |
| 2   | Caroline O'Shea  | Irlanda   | 2:03,60 |
| 3   | Christine Slythe | Canada    | 2:04,17 |
| 4   | Shiny Abraham    | India     | 2:04,69 |
| 5   | Alejandra Ramos  | Chile     | 2:05,77 |
| 6   | Evelyn Adiru     | Uganda    | 2:07,39 |
| 7   | Zonia Meigham    | Guatemala | 2:14,17 |

#### Seria 4
| Loc | Atletă            | Țară                       | Timp    |
| --- | ----------------- | -------------------------- | ------- |
| 1   | Kim Gallagher     | Statele Unite ale Americii | 2:00,37 |
| 2   | Gabriella Dorio   | Italia                     | 2:01,41 |
| 3   | Elly van Hulst    | Olanda                     | 2:03,38 |
| 4   | Grace Verbeek     | Canada                     | 2:04,16 |
| 5   | Albertina Machado | Portugalia                 | 2:05,74 |
| 6   | Laverne Bryan     | Antigua și Barbuda         | 2:11,44 |

### Semifinale
S-au calificat în finală primele patru atlete din fiecare semifinală. 

#### Semifinala 1
| Loc | Atletă           | Țară                       | Timp    |
| --- | ---------------- | -------------------------- | ------- |
| 1   | Kim Gallagher    | Statele Unite ale Americii | 2:00,48 |
| 2   | Doina Melinte    | România                    | 2:01,42 |
| 3   | Ruth Wysocki     | Statele Unite ale Americii | 2:02,31 |
| 4   | Caroline O'Shea  | Irlanda                    | 2:02,70 |
| 5   | Elly van Hulst   | Olanda                     | 2:03,25 |
| 6   | Angelita Lind    | Puerto Rico                | 2:03,27 |
| 7   | Christine Slythe | Canada                     | 2:04,95 |
| 8   | Ranza Clark      | Canada                     | 2:05,42 |

#### Semifinala 2
| Loc | Atletă          | Țară                       | Timp    |
| --- | --------------- | -------------------------- | ------- |
| 1   | Fița Lovin      | România                    | 1:59,29 |
| 2   | Gabriella Dorio | Italia                     | 1:59,53 |
| 3   | Margrit Klinger | Germania de Vest           | 2:00,00 |
| 4   | Lorraine Baker  | Marea Britanie             | 2:00,66 |
| 5   | Robin Campbell  | Statele Unite ale Americii | 2:01,21 |
| 6   | Jill McCabe     | Suedia                     | 2:02,20 |
| 7   | Grace Verbeek   | Canada                     | 2:03,23 |
| 8   | Shiny Abraham   | India                      | 2:05,42 |

### Finala
| Loc | Atletă          | Țară                       | Timp    |
| --- | --------------- | -------------------------- | ------- |
| 1   | Doina Melinte   | România                    | 1:57,60 |
| 2   | Kim Gallagher   | Statele Unite ale Americii | 1:58,63 |
| 3   | Fița Lovin      | România                    | 1:58,83 |
| 4   | Gabriella Dorio | Italia                     | 1:59,05 |
| 5   | Lorraine Baker  | Marea Britanie             | 2:00,03 |
| 6   | Ruth Wysocki    | Statele Unite ale Americii | 2:00,34 |
| 7   | Margrit Klinger | Germania de Vest           | 2:00,65 |
| 8   | Caroline O'Shea | Irlanda                    | 2:00,77 |